# Nils Bertelsen
Nils Bertelsen (* 29. September 1879 in Tromøy; † 5. Oktober 1958 in Vang (Hedmark)) war ein norwegischer Segler.

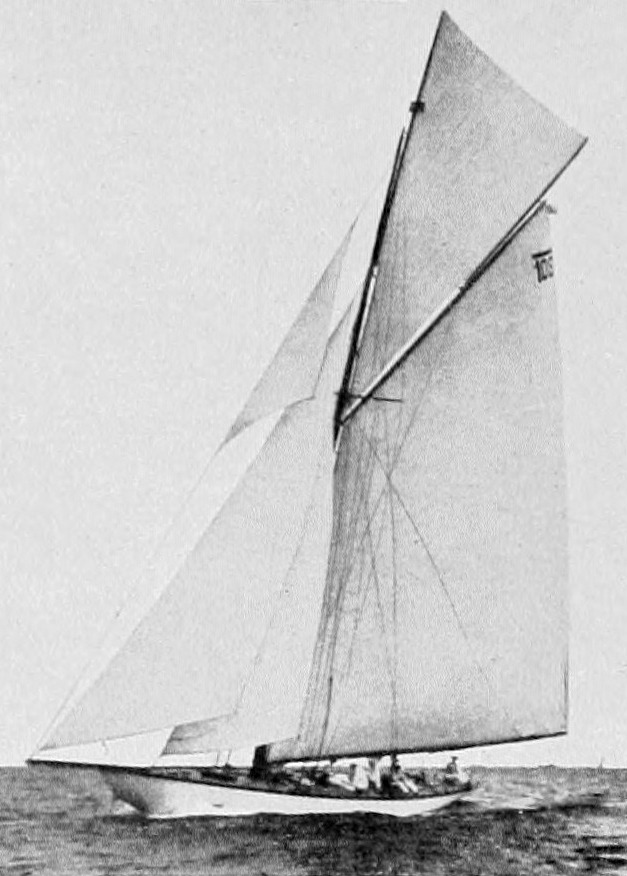
12mR-Yacht Magda IX, Goldmedaille 1912

## Erfolge
Nils Bertelsen, der für den Kongelig Norsk Seilforening (KNS) segelte, wurde 1912 in Stockholm bei den Olympischen Spielen in der 12-Meter-Klasse Olympiasieger. Er war Crewmitglied der Magda IX, die in beiden Wettfahrten der Regatta den ersten Platz belegte und damit den Wettbewerb vor den einzigen beiden Konkurrenten gewann, dem schwedischen Boot Erna Signe von Skipper Nils Persson und dem finnischen Boot Heatherbell von Skipper Ernst Krogius. Zur Crew der Magda IX gehörten außerdem Alfred Larsen, der auch Eigner der Magda IX war, sowie Christian Staib, Eilert Falch-Lund, Halfdan Hansen, Petter Larsen, Magnus Konow, Arnfinn Heje und Carl Thaulow. Skipper des Bootes war Johan Anker.